# Пёрхёля, Вилле
Франс Вильгельм «Вилле» Хорнеман (фин. Frans Wilhelm Horneman; 24 декабря 1897 — 28 ноября 1964) впоследствии сменивший фамилию на Пёрхеля (фин. Pörhölä) — финский легкоатлет, олимпийский чемпион.
Франс Вильгельм Хорнеман родился в 1897 году на острове Рёюття возле Торнио (Великое княжество Финляндское). Так как он был очень большим, то его прозвали «Медведь с Рёюття» (фин. Röyttän karhu). В 1920 году на Олимпийских играх в Антверпене он завоевал золотую медаль в толкании ядра; также принял участие в соревнованиях по метанию диска и киданию 56-фунтового груза, но в них не добился результатов. В 1924 году на Олимпийских играх в Париже он вновь принял участие в соревнованиях по толканию ядра, но на этот раз был лишь седьмым. В 1932 на Олимпийских играх в Лос-Анджелесе Вилле Пёрхёля завоевал серебряную медаль на соревнованиях по метанию молота. В 1934 году на чемпионате Европы по лёгкой атлетике он завоевал золотую медаль в метании молота. В 1936 году он принял участие в Олимпийских играх в Берлине, но на этот раз в метании молота стал лишь одиннадцатым.